# Stuer
Stuer es un municipio situado en el distrito de Llanura Lacustre Mecklemburguesa, en el estado federado de Mecklemburgo-Pomerania Occidental (Alemania). Tiene una población estimada, a finales de 2020, de 247 habitantes.
Se encuentra junto a la frontera con el distrito de Ludwigslust-Parchim.